# Arthur Augustus Zimmerman

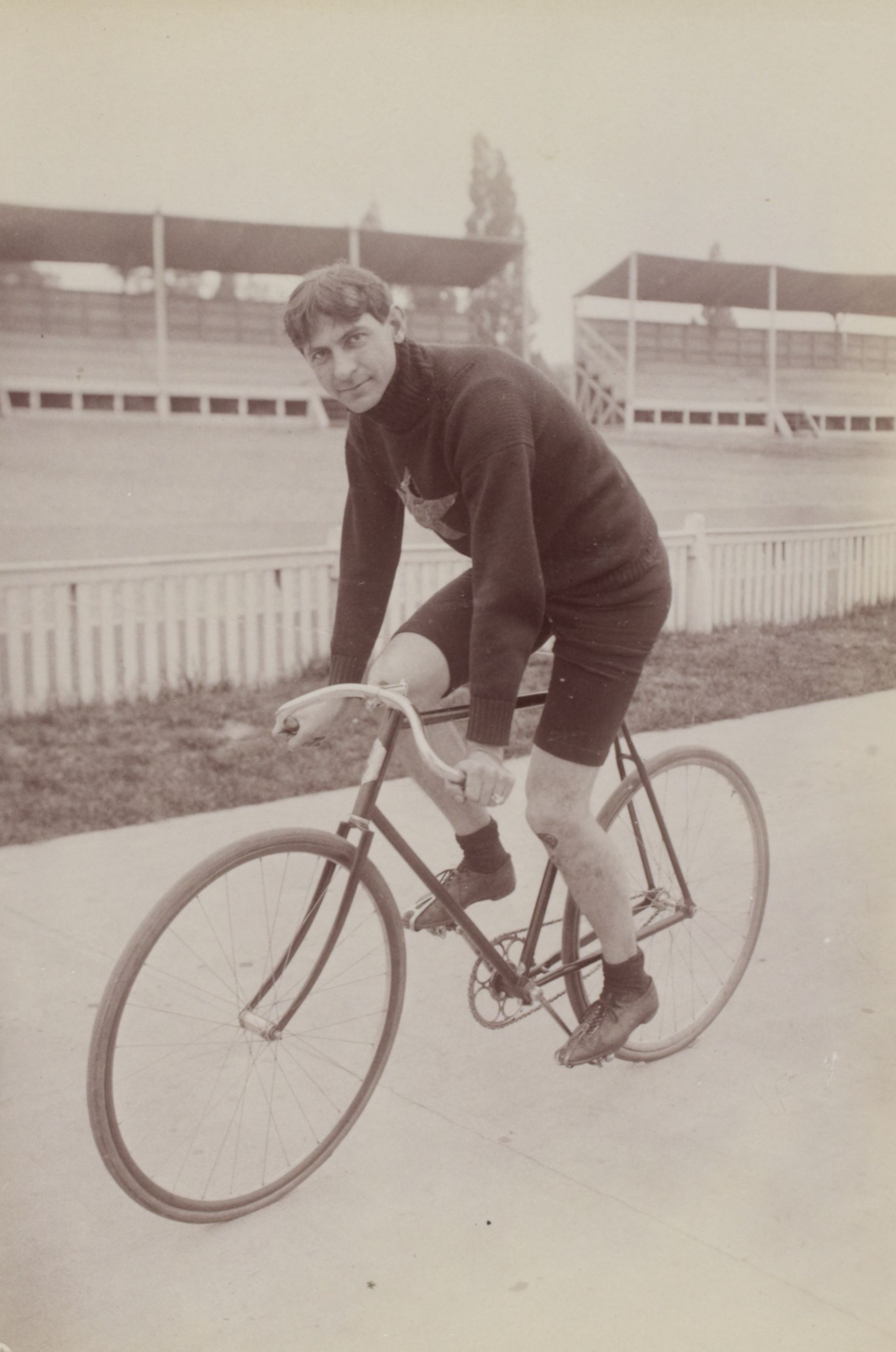
Arthur Augustus Zimmerman (1902)

Arthur Augustus Zimmerman (* 11. Juni 1869 in Camden, New Jersey; † 22. Oktober 1936 in Atlanta, Georgia) war ein US-amerikanischer Radrennfahrer und Sieger der ersten Weltmeisterschaft im Sprint 1893 in Chicago.
Zimmerman, später als Rennfahrer „Zimmy“ genannt, wurde als Sohn eines Immobilienmaklers geboren. Schon früh fiel der Junge, der eine Militärschule besuchte, durch eine vielseitige sportliche Begabung in der Leichtathletik auf. Mit 17 Jahren begann er mit dem Radsport auf einem Hochrad. Im Jahre 1889 gewann er sein erstes Radrennen.
Schon im Jahre 1890 belegte Zimmerman 45-mal einen ersten Platz, ein Jahr später stieg er auf das Niederrad um. Er gewann unter anderem die US-amerikanische Meisterschaft über die halbe Meile und stellte mit 29,4 Sekunden einen Weltrekord über die Viertelmeile auf.
1892 kam Zimmerman erstmals nach Europa und startete bei Rennen in England, wo er mehrere Titel gewann, und in Deutschland, wo er in Berlin fuhr. Später reiste er auch zu Radrennen nach Frankreich, wo er etwa den Grand Prix de l’UVF gewann, nach Schottland und Australien. 1894 wurde er Profi und stellte in der Folge zahlreiche weitere Weltrekorde auf. Er war einer der ersten Radrennfahrer, der von seinem Beruf leben konnte, indem sein Name vermarktet wurde für „Zimmy-Schuhe“ oder „Zimmy-Kleidung“.
Zwei Jahre später beendete er seine Rennfahrerlaufbahn, nachdem er über 1000 Siege errungen hatte, und wurde Kaufmann. Zehn Jahre später bestritt er auf Bitten von Veranstaltern in Paris nochmals ein Radrennen, allerdings ohne Erfolg.
Arthur Augustus Zimmerman starb in Atlanta im Alter von 67 Jahren.